# 내각대학사
내각대학사(內閣大學士)는 명(明)과 청(淸)의 사무 기구이다. 대학사(大學士) 혹은 전각대학사(殿閣大學士)라고도 한다. 협판대학사(協辦大學士)라는 호칭도 있었다. 황제를 보조하는 고급비서관이다.
명대에는 좌춘방(左春坊)과 우춘방(右春坊)에 대학사가 있었기에, 대학사와 내각대학사는 다른 것이었다. 베트남도 중국제도를 모방하여 대학사가 있었다.

## 역사
홍무(洪武) 15년(1382) 명 태조(太祖)는 송(宋)의 제도를 모방하여 화개전(華蓋殿), 무영전(武英殿), 문화전(文華殿), 문연각(文淵閣), 동각(東閣)에 대학사(大學士)를 두고 전각대학사(殿閣大學士) 라고 통합하여 불렀다. 이후에 인종(仁宗) 홍희제(洪熙帝)는 다시 근신전대학사(謹身殿大學士)를 증설하였다. 세종(世宗) 가정제(嘉靖帝) 때 화개전을 중극전(中極殿)으로, 근신전을 건극전(建極殿)으로 바꿔 4전2각이 되었다.
홍무 때의 전각대학사는 고문(顧問)이었을 뿐 정사에는 참여하지 않았다. 명 성조(聖祖) 영락제(永樂帝)가 즉위한 후에야 정식으로 황제와 육부(六部) 사이에 내각(內閣)이 성립되었다.
각(閣)은 문연각을 가리키며, 오문(午門)의 안, 문화전(文華殿) 남면에 있었고, 위치는 궁 안에 있었다. 각의 신하는 또 황제를 전각의 아래에서 항상 보필하며 재상의 이름을 피하였기 때문에 내각(內閣)이라고 칭하였던 것이다. 처음에는 한림관(翰林官)을 선출하여 입각시켰고 점차 학사와 대학사로 승진되었으며 보통 5명에서 7명이었다. 후에 상서(尙書)와 시랑(侍郞)이 전각대학사에 제수되어 문연각에 들어가 일을 처리하게 되자 그 지위가 높아졌다. 명 중엽 이후로 각의 업무를 주재하는 대학사를 수보(首輔)라고 불렀으며, 그 나머지는 차보(次輔), 군보(群輔)라고 하였다.

## 직책과 권한
내각의 직책은 "황제에게 옳고 그름을 주청하는 고문(顧問)역할을 하고, 비답(批答)을 초안하는 것이다(獻替可否, 奉陳規誨, 點儉題奏, 票疑批答)." 헌체가부(獻替可否)는 고문(顧問)이 되는 것이고, 봉진규회(奉陳規誨)는 임금의 덕을 보필하는 것이고 제주(題奏)는 공용의 주문(奏文)과 개인의 주문을 가리킨다. 표의(票擬)는 표지(票旨), 조지(條旨), 조첩(調帖)이라고도 하였다. 육부백사의 제주가 상정되면 내각은 황제의 지시에 근거하여 비문(批文, 임금의 대답)을 초안하는 것이다. 초안은 붓으로 작은 표 위에 썼기 때문에 표의(票擬)라고 하였다.
첫째, 내각대학사는 집정하지 않았고, 권력을 잡은 쪽은 육부(六部)의 상서(尙書)였다. 둘째, 내각대학사들은 각자 권력을 분할하였다. 셋째, 내각의 직무 중 가장 중요한 것은 표의(票擬, 초안 작성)하는 것이었지만 표의는 황제의 의지에 따라 엄격히 만들고 황제의 지시를 거치고 나서야 비로소 하달될 수 있었다. 그래서 명대의 내각대학사 섭향고(葉向高, 1559-1627)는 "선왕 때 내각의 신하를 두었지만 문학으로 시종하는 것에 지나지 않았으며, 그 중요성도 표의(票擬)에 그쳤고, 그 위임된 권력도 전대의 재상과 절대로 같지 않았다"『명 인종실록 권511』고 총괄하였다.

## 같이 보기
- 어사대
- 군기처
- 중서성